# Pietro Caruso

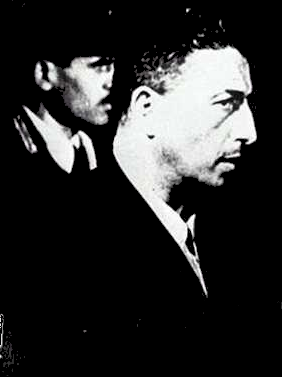

Pietro Caruso, död 23 september 1944, italiensk fascist, chef för den italienska polisen under slutet av andra världskriget.
Tillsammans med den tyske Gestapo-chefen i Rom, Herbert Kappler, organiserade Caruso massakern i Fosse Ardeatine den 24 mars 1944, som var en hämndaktion för ett attentat utfört på Via Rasella föregående dag.
När Italien hade befriats från den tyska ockupationsmakten, ställdes Caruso inför rätta för sina förbrytelser, dömdes till döden och arkebuserades.